# Carlos Manini Ríos
Carlos Manini Ríos (París, 19 d'octubre de 1909 – Madrid, 20 d'abril de 1990) fou un advocat, assagista, diplomàtic i polític uruguaià d'origen francès pertanyent al Partit Colorado.

## Biografia
Nascut a París, durant el viatge de boda dels seus pares, Manini es graduà en Dret per la Universitat de la República (UdelaR) el 1934. Fou diputat a partir d'aquest any fins a l'any 1938, quan ocupà el càrrec de viceministre de l'Interior. Després de les eleccions de 1946, Manini ocupà la posició de senador de la República fins a l'any 1955, quan passà a dirigir el periòdic La Mañana, fundat pel seu pare.

### Ministre
Al llarg de la seva trajectòria política, Manini ocupà nombrosos càrrecs importants. Durant les eleccions generals de 1962 fou candidat per al Consell Nacional de Govern al costat d'Óscar Diego Gestido. Durant la presidència de Gestido, Manini ocupà el càrrec de director de l'Oficina de Planejament i Pressupost (OPP), de ministre d'Educació i Cultura, i de ministre d'Hisenda (avui Economia i Finances).
Contrari a la dictadura, s'allunyà de l'entorn polític de Jorge Pacheco Areco. Durant el règim militar, fou ambaixador de l'Uruguai al Brasil.
Considerat una de les figures claus de la transició democràtica, Manini fou ministre de l'Interior del president Julio María Sanguinetti Coirolo. No obstant això, atès a la seva delicada salut, no arribà a completar el seu mandat i morí durant un viatge a Espanya el 20 d'abril de 1990.